# 최재천 (동물행동학자)
최재천(崔在天, 1954년 1월 6일~)은 대한민국의 동물행동학자이다. 제1대 국립생태원 원장. 본관은 동주(東州)이다.

## 생애
서울대학교 동물학과를 졸업한 후 1979년 미국으로 유학을 갔고, 펜실베이니아 주립대학교에서 생태학 석사과정을 거쳐 하버드 대학교에서 생물학 석사와 박사학위를 받았다. 1990년에 박사학위를 받은 최재천은 1992년에 미시간대학교 조교수로 임용됐다. 1994년에 귀국한 후 2006년까지 서울대학교의 교수로 재직하였으며 2007년부터 이화여자대학교 생명과학부 석좌교수로 재직하였다.
1999년 동강댐 건설을 막기 위해 김대중 대통령에게 호소글을 보내 '댐 건설 전면 백지화'를 이끌어냈다.
2000년 제1회 대한민국 과학문화상을 수상하였다. 2010년 영국 출판사가 발간한 <동물생물학 백과사전>의 무척추동물사회행동 부문 편집장으로 발탁되었다.
대한민국은 2005년에 호주제를 폐지하였는데, 최재천은 호주제 폐지에 기여한 공로로 남성 최초로 올해의 여성운동상을 받았다. 당시 최재천은 서울대학교 생명과학부 교수로서 현행 민법이 규정한 부계혈통주의가 사회적으로는 물론 생물학적으로도 모순임을 증명하여 헌법재판소의 호주제 위헌 판결을 이끌어내는 데 결정적인 역할을 하였다. 최재천은 "세포가 사용하는 에너지를 만들어내는 미토콘드리아의 DNA는 온전히 암컷으로부터 온다. 생물의 계통을 밝히는 연구에서는 철저하게 암컷의 계보를 거슬러 올라간다. 한국사회에 존재하는 호주제의 근간으로 치부되는 부계혈통주의는 생물계에서는 있을 수 없는 주장이다"라며 정치·사회적 근거는 배제한 채 순수한 과학적 사실에만 입각해 호주제의 모순을 지적하여 '호주제의 헌법 불합치' 판결을 이끈 것이다.

## 학력
- 경복고등학교
- 서울대학교 동물학 학사
- 펜실베이니아 주립대학교 대학원 생태학 석사
- 하버드대학교 대학원 생물학 석사
- 하버드대학교 대학원 생물학 박사

## 경력
- 1990년: 미국 하버드대학교 전임강사
- 1992년: 미국 미시간대학교 조교수
- 1994년: 국제학술지 《Journal of Insect behavior 》 편집위원회 위원
- 1996년: 미국 미시간대학교 동물학박물관 종신 객원연구원
- 2002년~: 서울 국제생태학회 공동위원장
- 2004년: 서울대학교 자연과학대학 생명과학부 교수
- 2006년~: 이화여자대학교 자연과학대학 자연과학부 석좌교수
- 2006년: 한국생태학회 부회장
- 2007년: 환경운동연합 공동대표
- 이화여자대학교 자연사박물관장
- 이화여자대학교 에코과학연구소장
- 2013년 10월~2016년 12월: 초대 국립생태원장[3]
- 2014년 1월~: 서울대공원 혁신위원회 민간위원장[4]

## 저서
- 《개미제국의 발견》. 사이언스북스. 1999년. ISBN 9788983710277
- 《생명이 있는 것은 다 아름답다》. 효형출판사. 2001년. ISBN 9788986361438
- 《살인의 진화심리학》. 서울대학교출판부. 2003년. ISBN 895210465X
- 《여성시대에는 남자도 화장을 한다》. 궁리. 2003년. ISBN 9788988804902
- 《열대예찬》. 현대문학. 2003년. ISBN 8972752592
- 《당신의 인생을 이모작하라》. 삼성경제연구소. 2005년. ISBN 9788976332554
- 《최재천의 인간과 동물》. 궁리. 2007년. ISBN 9788958200789
- 《생태학자 최재천의 세상보기 알이 닭을 낳는다》. 환경재단 도유새. 2007년. ISBN 9788989831358
- 《상상 오디세이: 변화를 포착하는 미래 통찰력》. 다산북스. 2009년. ISBN 9788993285734
- 《과학자의 서재》. 명진출판사. 2011년. ISBN 9788976776747
- 《통섭의 식탁》. 명진출판사. 2011년. ISBN 9788976777171
- 《호모 심비우스》. 이음. 2011년. ISBN 9788993166477
- 《다윈 지능》. 사이언스북스. 2012년. ISBN 9788983715005
- 《최재천의 스타일》. 명진출판사. 2012년. ISBN 9788976777225
- 《통찰》. 이음. 2012년. ISBN 9788993166569
- 《생태적 전환, 슬기로운 지구 생활을 위하여》. 김영사. 2021년.

### 공저
- 《나의 생명 이야기》(2004, 황우석, 김병종 공저)
- 《대담》(2005, 도정일 공저)
- 《지식의 통섭》(2007, 주일우 공저)
- 《21세기 다윈 혁명》(2009, 강호정, 김상인, 김성한, 김용학 외 공저)
- 최재천·서수연. 《자연의 색이 품은 비밀》. 리젬. 2012년. ISBN 9788992826907
- 《최재천의 공부》 (2022, 안희경 공저) ISBN 978-89-349-4345-7
- 《양심》 (2025년 01월 14일, 최재천, 팀최마존 저자, 더클래스 출판) ISBN 9791199059078

### 번역서
- 《인간은 왜 병에 걸리는가》(사이언스북스, 1999)
- 《인간의 그늘에서》(사이언스북스, 2001)
- 《음악은 왜 우리를 사로잡는가》(궁리, 2002)
- 《제인 구달의 생명 사랑 십계명》(바다출판사, 2003)
- 《인간은 왜 늙는가》(궁리, 2005)
- 《우리는 지금도 야생을 산다》(바다출판사, 2005)
- 《통섭》(사이언스북스, 2005) ISBN 89-8371-160-4

### 공역서
- 《무지개를 풀며》(바다출판사, 2008, 김산하 공역)